# Riksmål

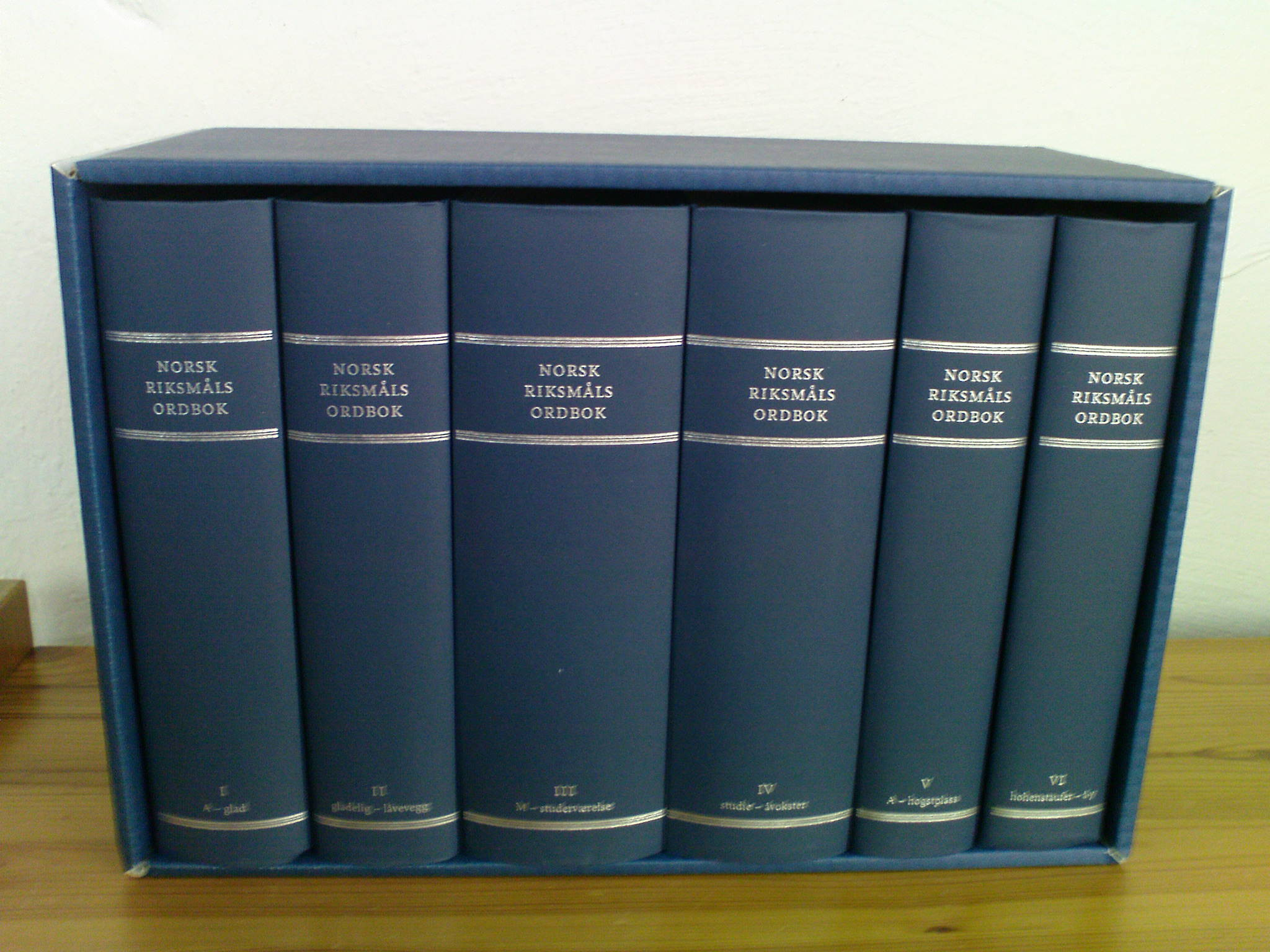
Norsk Riksmålsordbok in zweiter Auflage

Riksmål (deutsch „Reichssprache“) ist eine einerseits historische und anderseits noch heute verwendete, aber inoffizielle Variante der norwegischen Sprache.
Die ursprüngliche Bedeutung des Begriffs war „Standardsprache (in Schrift und Rede)“. In dieser Bedeutung ist das Wort im Norwegischen heute veraltet, im Dänischen aber immer noch geläufig.

## Konzept
Das Grundkonzept des Riksmål wurde vom Philologen und Gymnasiallehrer Knud Knudsen im 19. Jahrhundert entwickelt: Er schlug die Entwicklung einer eigenständigen norwegischen Schriftsprache vor, die im Gegensatz zu Ivar Aasens Konzept (siehe Landsmål) nicht auf den ländlichen Dialekten gründen, sondern aus der bestehenden dänisch-norwegischen literarischen Tradition herauswachsen sollte. Vom Dänischen unterscheiden sollte sie sich durch gewisse Angleichungen an die norwegische Aussprache sowie zahlreiche Norwegismen im Wortschatz.

## Entwicklung
Zunächst war das Riksmål die offizielle Sprache Norwegens, ab 1885 gemeinsam mit dem Landsmål, das aus einer Synthese der norwegischen Dialekte entwickelt worden war.

### Reformen 1862 und 1907
Der maßgeblich von Knud Knudsen beeinflussten Rechtschreibreform von 1862, durch die das Riksmål vom Dänischen getrennt wurde, folgte die Reform von 1907, die Knudsens Prinzip einer aussprachebasierten Orthographie weiter verfolgte und unter anderem die weichen dänischen Konsonanten b, d, g der norwegischen Aussprache als p, t, k anpasste. 
Da sich der Unterschied zwischen Riksmål und Dänisch erst im 20. Jahrhundert allmählich herauszubilden begann, sind norwegische Texte aus dem 19. Jahrhundert in der Regel auf Dänisch oder vielmehr in der gemeinsamen dänisch-norwegischen Schriftsprache, allerdings oft schon in einer bereits leicht veränderten Orthographie, geschrieben. Dies gilt zumal für den Text der norwegischen Nationalhymnen aus den Jahren 1819 (Sønner av Norge) und 1859 (Ja, vi elsker dette landet), aber auch für das Schaffen Henrik Ibsens sowie des norwegischen Nobelpreisträgers Bjørnstjerne Bjørnson. Die beiden Dichter verwendeten zeitweise die von Knud Knudsen geforderten Neuerungen, kehrten dann aber mit Rücksicht auf die dänischen Leser zum Dänischen zurück.
Diese ursprünglich in Dänemark publizierten Texte wurden in vielen Ausgaben des 20. Jahrhunderts vorsichtig der jeweils aktuellen norwegischen Rechtschreibung angepasst. Die damit gegebene Veränderung des dichterischen Originals hat den Verlagen zum Teil heftige Kritik eingebracht.

### Umbenennung in Bokmål und weitere Entwicklung
Im Jahre 1929 beschloss das norwegische Parlament (Storting), die beiden offiziellen Varietäten des Norwegischen – Riksmål und Landsmål – fortan Bokmål und Nynorsk zu nennen.
Nach 1929 entwickelten sich Bokmål und Nynorsk aufeinander zu, mit der Konsequenz, dass sich das Bokmål immer weiter von den Ursprüngen der dänisch-norwegischen Kulturtradition entfernte. Gegen diese Entwicklung protestierte der schon 1907 gegründete Verband Riksmålsforbundet, der diese Wurzeln stärker berücksichtigt sehen wollte. Das Bokmål differenzierte sich im Laufe der Jahrzehnte zunehmend in eine „radikalere“ Variante (mit einer Morphologie und Phonologie, die sich teilweise auf das Nynorsk zubewegte) und eine konservativ-„moderate“ Variante aus (mit stärkerer Bewahrung typisch dänischer Merkmale wie dem Zwei-Genus-System und Monophthongen, die an der Stelle des mundartlich-norwegischen Drei-Genus-Systems beziehungsweise der Diphthonge stehen). Neben dieser konservativ-„moderaten“ Variante des Bokmål wurde von den Anhängern der traditionellen dänisch-norwegischen Schriftsprache an einer Variante festgehalten, die noch näher beim Dänischen stand und die sie weiterhin Riksmål nannten. Diese Sprachform besitzt aber seit 1929 keinen offiziellen Status mehr.

### Seit 1980
Nach den letzten beiden Rechtschreibreformen in Norwegen (seit 1980), durch die viele zuvor im Bokmål obligatorische Formen mit einer Nynorsk-Morphologie wieder auf den Status von bloß gleichgestellten Varianten zurückgestuft wurden, gibt es kaum noch Unterschiede zwischen Bokmål und Riksmål. Beispiele sind etwa das wieder durchgängig nur noch fakultative feminine Genus der Substantive (älteres Bokmål: nur ei ku „eine Kuh“, ei øy „eine Insel“ bzw. kua „die Kuh“, øya „die Insel“; aktuelles Bokmål: auch en ku, en øy bzw. kuen, øyen wie im Riksmål).
Seit der Rechtschreibreform, die um das Jahr 2000 ausgeführt wurde, sind die Unterschiede zwischen Bokmål und Riksmål weiter zurückgegangen. Hierzu trug auch eine Annäherung des traditionellen Riksmål an das „moderate“ Bokmål bei, indem es neu Bokmål-Varianten zuließ, die es zuvor ausschloss. Außerhalb der Norm des Bokmål stehen bis heute die Flexion von rund hundert schwachen Verben, die Form gewisser Zahlwörter und die Schreibung zahlreicher Fremdwörter.

## Wörterbuch
Das Riksmål wird von der Norwegischen Akademie für Sprache und Literatur normiert. Die Akademie gibt auch das große Wörterbuch des Riksmål (Norsk Riksmålsordbok, 6 Bände) heraus. Dieses Wörterbuch galt lange als das größte Wörterbuch der norwegischen Sprache, aber das Norsk Ordbok, das Nynorsk und die norwegischen Dialekte dokumentiert, wurde mit zwölf Bänden bedeutend umfangreicher.

## Verwendung
Bedeutende und erfolgreiche Autoren wie Henrik Ibsen,
Knut Hamsun,
Cora Sandel,
Sigrid Undset,
Sigurd Hoel,
Trygve Gulbranssen,
Arnulf Øverland,
Aksel Sandemose,
Johan Borgen,
Inger Hagerup,
Claes Gill,
Agnar Mykle,
André Bjerke,
Jens Bjørneboe,
Ebba Haslund,
Lars Saabye Christensen,
Roy Jacobsen,
Ingvar Ambjørnsen und
Erik Fosnes Hansen verfassten bzw. verfassen ihre Arbeiten fortan auf Riksmål. Auch die derzeit größte Zeitung Norwegens, Aftenposten, erscheint auf Riksmål, wobei die Redaktionsleitung seit Anfang des 21. Jahrhunderts auch eine „moderate Form des Bokmåls“ zulässt.